# Lagenidium
Lagenidium — рід ооміцетів родини Pythiaceae. Назва вперше опублікована 1857 року.

## Практичне застосування
Lagenidium giganteum, паразит личинок комарів, використовується в біологічному контролі комарів. Ооміцет легко культивується на штучних середовищах і не потребує альтернативного хазяїна.